# Luméfantrine
La luméfantrine est un médicament antipaludique destiné à traiter les cas de paludisme à Plasmodium falciparum non compliqué. Elle est toujours utilisée en association fixe avec l'artéméther dans un rapport artéméther/luméfantrine de 1:6, les monothérapies à la luméfantrine n'étant approuvées nulle part dans le monde. De nature liposoluble, son absorption est favorisée par la prise pendant un repas riche en lipides.
La luméfantrine interviendrait en interférant avec la polymérisation de l'hémoglobine en hémozoïne au sein du parasite. Elle a une demi-vie de 4 à 6 jours et est dégradée dans le foie par le cytochrome P450 3A4.
Elle est toujours utilisée en racémique bien que les différents énantiomères ont une activité pharmacologique différente.
Elle fait partie de la liste des médicaments essentiels de l'Organisation mondiale de la santé (liste mise à jour en avril 2013).